# Portigliola
Portigliola és un comune (municipi) de la Ciutat metropolitana de Reggio de Calàbria, a la regió italiana de Calàbria, situat a uns 80 km al sud-oest de Catanzaro i a uns 50 km al nord-est de Reggio de Calàbria. A 1 de gener de 2019 la seva població era de 1.158 habitants.
Portigliola limita amb els municipis d'Antonimina, Locri i Sant'Ilario dello Ionio.